# Akène
 (novembre 2024).
Sa qualité peut être largement améliorée en utilisant un vocabulaire plus directement compréhensible.

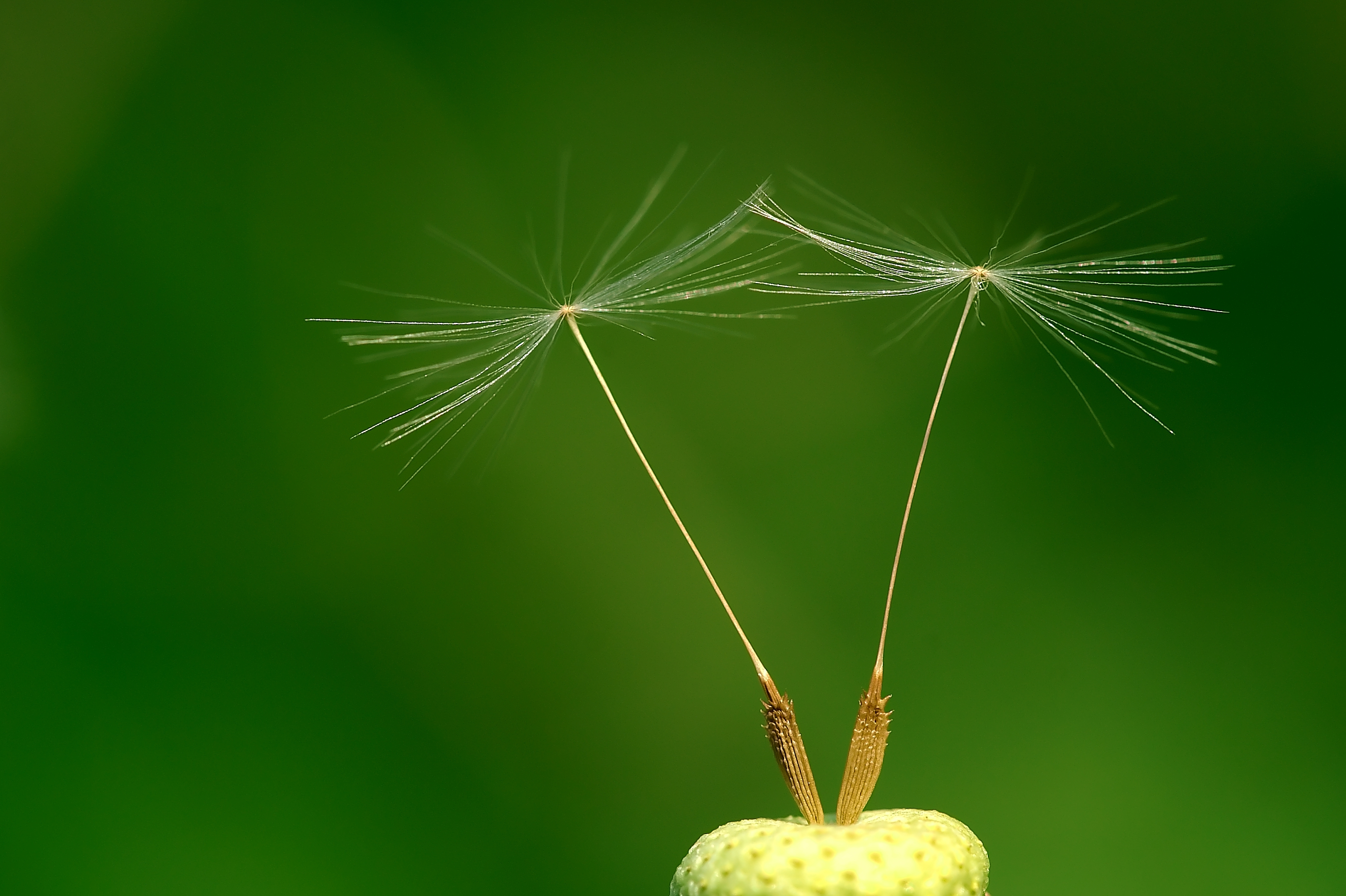
Deux akènes d'un pissenlit surmontés d'un pappus constituant un « parachute » qui permet leur transport par le vent (anémochorie).

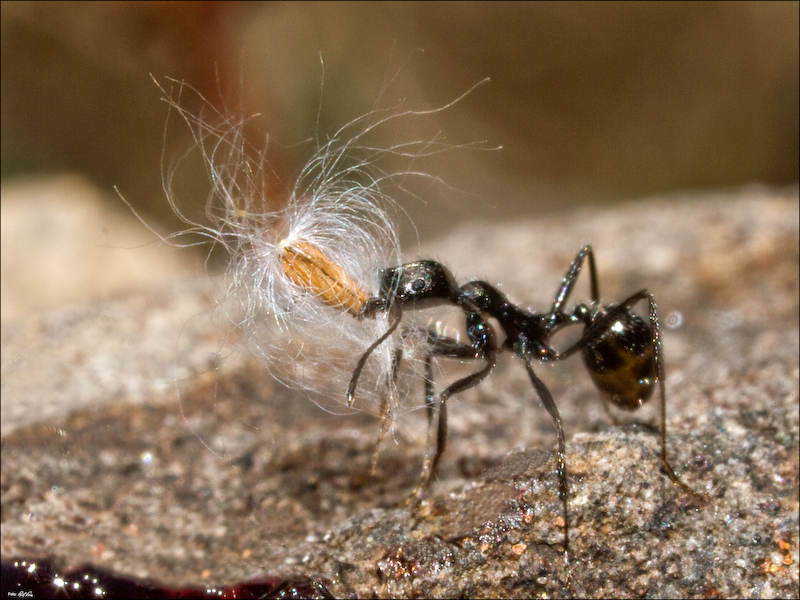
Cas d'un akène qui, outre l'anémochorie résultant de la présence d'un pappus, bénéficie de la dissémination par une fourmi (myrmécochorie).

En botanique, un akène (parfois écrit achaine ou achène) est un fruit sec, indéhiscent, à graine unique, dont le péricarpe, plus ou moins sclérifié, n'est pas soudé à la graine (à la différence du caryopse).
Le terme est formé sur le verbe grec χαίνω / khaínō, « s'ouvrir », avec le préfixe privatif α- / a-, en référence au caractère indéhiscent de ce fruit.
L'akène résulte de la transformation d'un carpelle unique ou multiple (diakènes, polyakènes).

## Types d'akènes
L'akène est aussi le fruit type des Fagacées : faîne (hêtre), châtaigne, dont les fleurs ont un ovaire pluriloculaire. Dans ce cas, la graine unique résulte de l'avortement des ovules non fécondés.
Certains akènes portent des excroissances résultant de la transformation du style. C'est le cas de l'akène des Astéracées, qui porte une aigrette (=pappus) de poils servant à leur dispersion par le vent, ou de l'akène des clématites (Renonculacées) qui porte un long style plumeux blanchâtre très visible dans les haies l'hiver.

### Faux-fruit
Dans certains cas, le réceptacle floral se transforme aussi et donne un faux-fruit portant les akènes, c'est le cas de la fraise.

### Polyakènes
Chez les plantes dont les fleurs comportent plusieurs carpelles (dyalicarpellées), le fruit est un polyakène, ensemble d'akènes portés par le réceptacle floral. C'est le cas des Renonculacées ou des Lamiacées par exemple.

### Samares
Lorsque les akènes sont munis d'excroissances en forme d'ailes, on obtient des samares (comme chez l'orme) ou des disamares (érable).
Chez les Bétulacées (Bouleau, Aulne) dont les fleurs sont groupées en chatons, les fruits sont des samares groupées en sortes de cônes.

### Nucules
Les nucules sont une forme d'akène dont la paroi du fruit est très dure : c'est le cas pour le noisetier, le chêne, le tilleul.

## Galerie

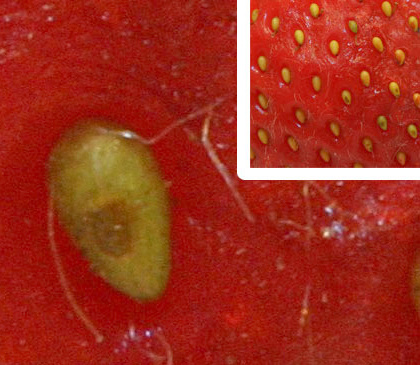
Akènes à la surface d'une fraise.
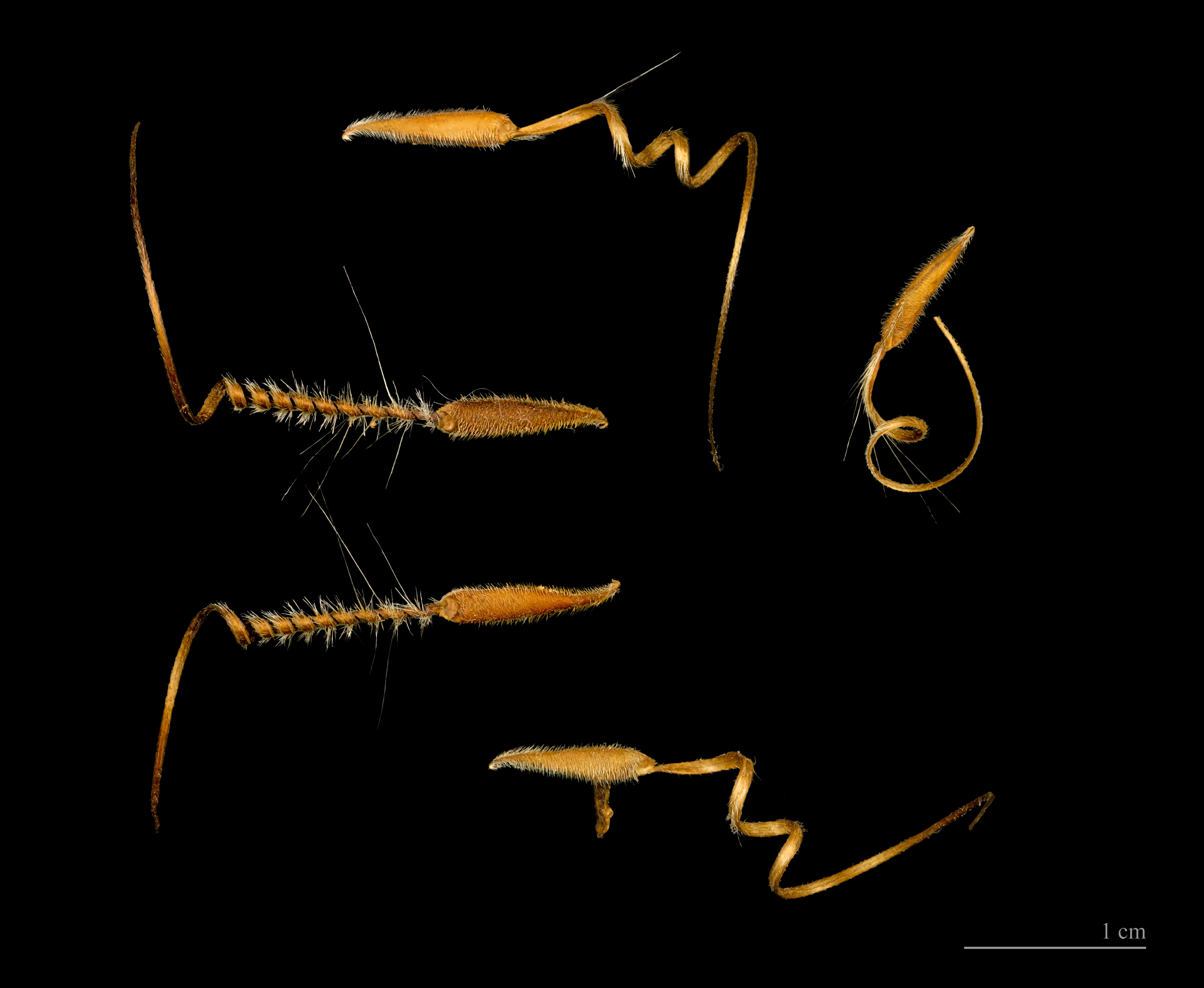
Polyakènes d'Erodium cicutarium - Muséum de Toulouse.
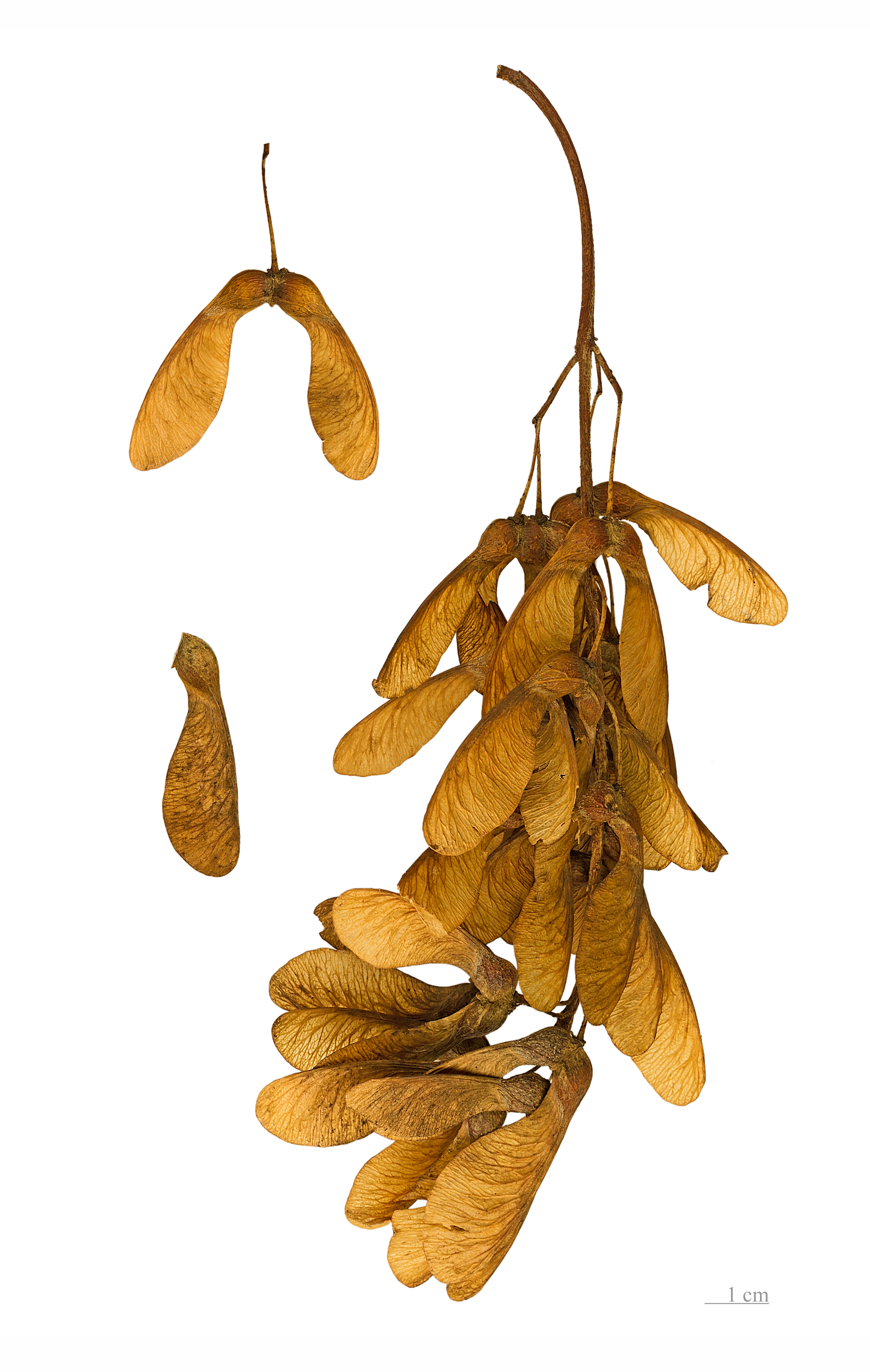
Akène à ailette (érable).
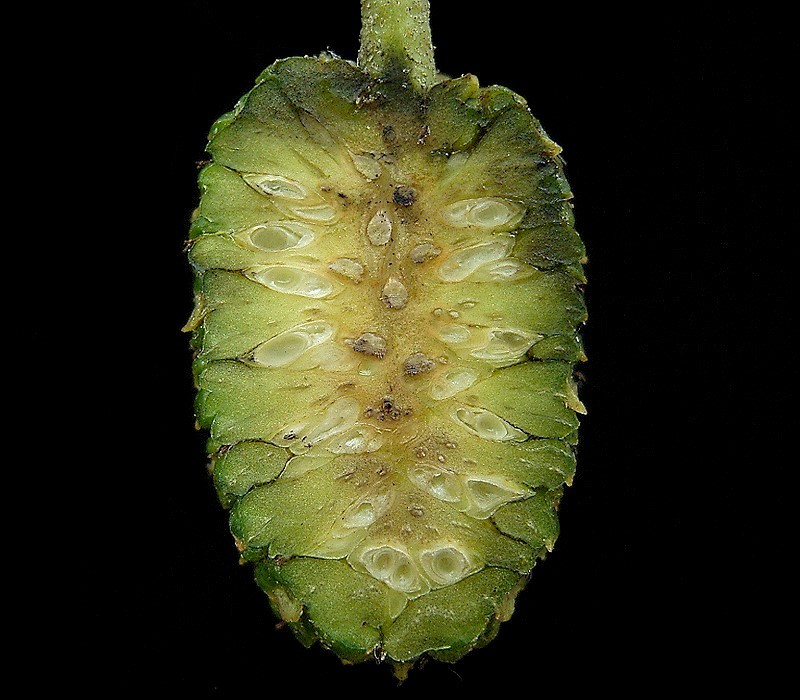
Coupe longitudinale d'un cône d'aulne où on distingue les samares.